# 常撫生
常撫生（1915年12月—），中華民國國軍將領、政府官員。

## 生平
湖北黃阪人，生於江西臨川，上海國立交通大學航空工程畢業，於交大畢業時正值對日抗戰，毅然從軍考入空軍機械學校高級班第四期。
1964年於少將任內隨空軍總司令徐煥昇訪問韓國並由朴正熙大統領授勳。歷任空軍供應司令部中將司令，聯勤總司令部副總司令，台灣省公路局局長、台灣省政府交通處處長，台灣汽車客運公司首任董事長。
於台灣省公路局局長任內政績完成臺1線全線標準雙車道拓寬工程,l臺1線三重塔寮坑段、楠梓高雄段拓寬工程完成l完成東西橫貫公路西寶梨山段改善工程,南部橫貫公路完工通車,澎湖跨海大橋完工通車(舊橋),中山高速公路之籌建,秀朗橋、三鶯大橋、烏溪橋完工通車。

## 荣誉

### 韩国勋章奖章
三等勤务功劳勋章（1964年3月31日於韓國青瓦臺授勛）